# God Has a Plan for Us All
God Has a Plan for Us All è il primo album in studio del gruppo symphonic metal Angtoria, pubblicato nel 2006.

## Tracce
1. The Awakening – 1:31
2. I'm Calling – 4:57
3. God Has a Plan for Us All – 4:33
4. Suicide On My Mind – 3:51
5. Deity of Disgust (con Martin Häggström) – 5:00
6. The Addiction – 3:27
7. Six Feet Under's Not Deep Enough – 4:15
8. Do You See Me Now – 4:25
9. Original Sin (con Aaron Stainthorpe) – 3:39
10. Hell Hath No Fury Like a Woman Scorned – 4:43
11. Confide in Me (Kylie Minogue cover) – 4:14
12. That's What The Wise Lady Said – 4:31

## Formazione
- Sarah Jezebel Deva – voce
- Aaron Stainthorpe – voce in Original Sin
- Tony Konberg – voce
- Chris Rehn – chitarre, tastiere, basso, programmazioni
- Tommy Rehn – chitarre, tastiere, basso, programmazioni
- Richard Anderson – tastiere
- Dave Pybus – basso
- Andreas Brobjer – batteria, percussioni